# الخندق الهيليني

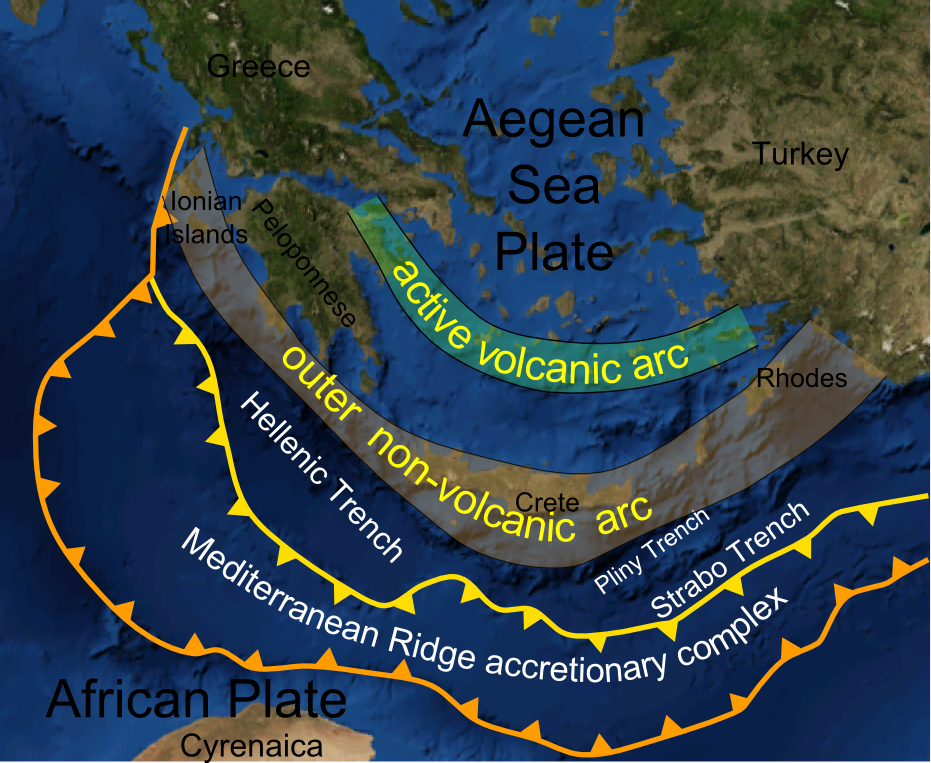
الخندق الهيليني، مع القوس البركاني الداخلي لجنوب بحر إيجه، والقوس الهيليني الخارجي غير البركاني

الخندق الهيليني هو حوض محيطي يقع في مقدمة القوس الهيليني، وهو بمثابة أرخبيل متقوس على الحافة الجنوبية لصفيحة بحر إيجة، أو صفيحة بحر إيجة، والمسماة أيضاً إيجيا، وهي الطابق السفلي لبحر إيجه. يبدأ الخندق الهيليني في البحر الأيوني بالقرب من مصب خليج كورينث وينحني إلى الجنوب، متتبعاً حافة بحر إيجه. ويمر بالقرب من الشاطئ الجنوبي لجزيرة كريت وينتهي بالقرب من جزيرة رودس قبالة شاطئ الأناضول.
```
يعد الخندق الهيليني 
خندقاً محيطياً
 وفق النظرية الكلاسيكية لأصله، ويحتوي على منطقة الاندساس الهيلينية، المرتبطة مباشرة 
بانضواء
 
الصفيحة الأفريقية
 تحت 
الصفيحة الأوراسية
. تشكك طرق العرض البديلة، التي طُورت لاحقاً بناءً على بيانات إضافية، في وجهة النظر الكلاسيكية التي تفترض أن الخندق الهيليني قد يكون نتيجة كلية أو جزئية لامتداد 
القوس الخلفي
 وتراجع 
البلاطة
. تفترض وجهة النظر «الجزئية» أن الجزء الغربي من الخندق الهيليني، وهو البحر الأيوني من الشرق إلى شرق جزيرة كريت، يُظهر خط الاندساس وبالتالي فهو خندق محيطي.
[
3
]
 تتساءل وجهة نظر «لا على الإطلاق»، التي تعتمد على النظرية القائلة بأن خط الاندساس يقع تحت أو جنوب سلسلة جبال 
البحر الأبيض المتوسط
، عما إذا كان أي من الخندق الهيليني يقع حالياً في منطقة الاندساس. إذا لم يكن الأمر كذلك، فهو مجرد إرث، من بقايا منطقة الاندساس السابقة التي تحركت إلى مكان آخر.
[
ا
]
```

تنغرس صفيحة البحر الأدرياتيكي أو صفيحة بوليا تحت منطقة البلقان إلى الشمال من هذا الاندساس. وفي الآونة الأخيرة، نادراً ما طُبق مصطلحي «الاندساس الهيليني الشمالي» و«الخندق الهيليني الشمالي» هناك، مما أدى إلى ترميز الخندق الهيليني والخندق الجنوبي إلى "South HT" و"South HS" في الإنجليزية. يعتمد التمييز على التفريق بين الهيلينيات الشمالية من الهيلينيات الجنوبية. وتتمثل السمة الفاصلة في خليج باتراس وكورينث. وإلى جواره وفي الجنوب يسود نظام ممتد، في حين يبقى الشمال ضمن نظام انضغاطي. والهلينيات هي جبال اليونان، وتُقسم إلى نطاق داخلي وخارجي. ويقطعها النظام الممتد عرضياً، وينتج أربعة أرباع. تقع منطقة الاندساس الجنوبية الهيلينية، والخندق الهيليني، إذا كانا مختلفين (حيث لا يزال الكثيرون يعتبرانهما كذلك) في جنوب الهيلينيات الخارجية.
وفي الوقت نفسه، تعد الأحواض العميقة للخندق وبيئاتها البحرية موطناً لعدد من الثدييات البحرية، مثل الحيتانيات، وبعضها من الأنواع المهددة بالانقراض بسبب حركة المرور البحرية في شرق البحر الأبيض المتوسط.
كانت دراسة السمات العامة لسطح الأرض محل اهتمام تكتونية الصفائح منذ ثورة الصفائح التكتونية في السبعينيات. لقد كان تطوراً لنظرية الانجراف القاري لألفريد فيجنر. غالباً ما تسمى هذه الميزات بالخطوط. يعد الخندق الهيليني إلى جانب القوس الهيليني والمعالم الأخرى ذات الصلة من المعالم المهمة لجيولوجيا اليونان بالأساس وتركيا ثانوياً.
يدرس علم شكل الأرض أو الجيومورفولوجيا «الأشكال» القسمات الأرضية، بينما يدرس علم الحركة «حركاتها». كلا الموضوعين المستخدمين عادةً في مقالات الجيولوجيا لا يتجاوزان الهندسة الإقليدية، وحساب المثلثات، والجبر الأولي، والإحصاء الأولي، والتي تُدرس على مستوى المدرسة الثانوية. والأكثر صعوبة هو المصطلحات الجيولوجية الخاصة، وهي عديدة، ويستمر ابتكارها. تفترض هذه المقالة المعرفة الأساسية بالرياضيات والعلوم، ولكنها تتضمن أدلة بين قوسين حول معنى المصطلحات الخاصة بالإضافة إلى روابط للمقالات التي تشرحها.